# Santa María Tepejipana
Santa María Tepejipana är en ort i Mexiko.   Den ligger i kommunen Candelaria Loxicha och delstaten Oaxaca, i den sydöstra delen av landet, 500 km sydost om huvudstaden Mexico City. Santa María Tepejipana ligger 676 meter över havet och antalet invånare är 549.
Terrängen runt Santa María Tepejipana är kuperad åt sydost, men åt nordväst är den bergig. Runt Santa María Tepejipana är det ganska tätbefolkat, med 86 invånare per kvadratkilometer. Närmaste större samhälle är San Pedro Pochutla, 19,4 km söder om Santa María Tepejipana. Omgivningarna runt Santa María Tepejipana är en mosaik av jordbruksmark och naturlig växtlighet.